# TIE fighter
Myśliwiec TIE (ang. TIE fighter; TIE to skrót od Twin Ion Engine – podwójny Silnik Jonowy) – fikcyjny myśliwiec kosmiczny istniejący w świecie Gwiezdnych wojen, jeden z najbardziej rozpoznawalnych statków tej kosmicznej sagi.
Kształtem maszyna przypomina kulę, która stanowi kabinę pilota, z doczepionymi silnikami, wyposażoną w parę sześciokątnych baterii słonecznych na długich wspornikach. Statek jest koloru szaro-czarnego, choć w Powrocie Jedi niektóre mają odcień niebieskawy. Uzbrojenie stanowi para działek laserowych o zielonym promieniu. TIE cechują się niewielkim zasięgiem, ale wysoką szybkością.
Lord Vader też używa myśliwca (w Nowej nadziei) TIE a konkretnie jego udoskonalonej wersji – TIE Advanced. Ponadto w filmach ukazane są inne statki oparte na projekcie myśliwca TIE: Bombowiec (w Imperium kontratakuje) czy myśliwiec przechwytujący (w Powrocie Jedi).
Piloci tychże pojazdów noszą charakterystyczne czarne kombinezony wyposażone w zapas powietrza. Hełmy pilotów TIE przypominają te noszone przez szturmowców.
Nazwa myśliwec TIE w filmie po raz pierwszy i jedyny pada w Powrocie Jedi, a wypowiada ją Lando Calrissian.
Myśliwce TIE przewijają się przez wszystkie 3 części „klasycznej trylogii”. między innymi:
- Ścigały Sokoła podczas ucieczki w kierunku Yavinu (Nowa nadzieja).
- Brały udział w obronie Gwiazdy Śmierci przed atakiem sił rebelianckich podczas bitwy o Yavin (Nowa nadzieja).
- Po raz kolejny ścigały Sokoła przez asteroidy w pobliżu Hoth (Imperium kontratakuje).
- Brały udział w bitwie o Endor (Powrót Jedi).

## Informacje ogólne
Poniższe informacje na temat TIE, jego budowy, licznych wersji czy związanej z nim doktryny wojennej opierają się nie tylko o filmy z serii Gwiezdne wojny, ale także o inne utwory wchodzące w skład Expanded Universe, dostarczające wielu dodatkowych informacji o przedmiocie artykułu. Występuje wiele wariantów TIE: ten najpopularniejszy (ukazany we wszystkich trzech filmach) nosi oznaczenie TIE/ln.
Ten najczęściej spotykany myśliwiec kosmiczny Imperium Galaktycznego, produkowany jest masowo przez Sienar Fleet Systems. W chwili wprowadzenia do służby pojazd dysponował dużą przewagą techniczną nad większością konkurencyjnych konstrukcji, ale z biegiem lat stawał się przestarzały i nie dorównywał rebelianckim statkom typu X. Maszyna TIE dysponowała wysoką szybkością (do czasu wprowadzenia Interceptorów był to najszybszy masowo produkowany typ myśliwca w galaktyce) i przyzwoitą zwrotnością dzięki niskiej masie. Ceną za te zalety było skąpe wyposażenie i niska wytrzymałość.
Przy wszystkich swoich wadach myśliwce TIE były konstrukcją udaną, o czym świadczą liczne wersje rozwojowe i maszyny pochodne, jak również bardzo długi okres produkcji seryjnej. Historia statku rozpoczęła się jeszcze przed wojnami klonów, a jego późne wersje były używane jeszcze długo po zakończeniu galaktycznej wojny domowej.

## Historia
Jakkolwiek myśliwiec TIE (typ TIE/ln) swoją finalną postać osiągnął dopiero we wczesnych latach panowania Imperium, jego założenia projektowe i rozwiązania technologiczne są produktem wieloletniej ewolucji. Można wymienić kilka etapów prowadzących do opracowania tego pojazdu.
- Sith Infiltrator, zwany też Scimitarem (nie mylić z bombowcem o tej nazwie, wymienionym w dalszej części artykułu) nosi wiele cech upodabniających go do modelu TIE, jak choćby panele boczne. Nie jest on jednak lekkim myśliwcem, lecz dużym, ciężko opancerzonym statkiem dyspozycyjnym zbudowanym na potrzeby Dartha Maula. Ten statek widzimy na ekranach pierwszej części kosmicznej sagi.
- SIE-TIE, czyli silnik maszyny, został opracowany przez Raitha Sienara jeszcze przed Wojnami klonów. Silnik ten opierał swą zasadę działania o akceleratory mikrocząstek dla zapewnienia odpowiedniej prędkości wylotowej zjonizowanego gazu, a zarazem możliwość precyzyjnego manewrowania. Już wtedy silnik wykorzystywał panele słoneczne jako uzupełniające źródło energii[10].
- Eta-2 Actis, lekki myśliwiec używany przez rycerzy Jedi w końcowej fazie Wojen klonów, może być uznany za protoplastę późniejszego TIE. Produkowany był przez firmę Kuat Systems Engineering, ale w oparciu o wiele licencjonowanej technologii Sienara, w tym właśnie wyżej wymieniony silnik jonowy. Była to maszyna całkowicie pozbawiona osłon, co naonczas argumentowano tym, że Jedi używając Mocy mogą swobodnie unikać wrogich strzałów, a każdy wzrost masy szkodzący zwrotności jest niepożądany. Ta sama koncepcja, choć inaczej uzasadniona, znalazła swoje odbicie w finalnym TIE/ln.
- T.I.E. Starfighter – tak nazywano wczesne warianty myśliwca TIE produkowane jeszcze przez Republic Sienar Systems pod koniec wojen klonów. Dysponowały one właściwie wszystkimi cechami wyglądu (i technologii) maszyny docelowej, były znacznie tańsze od myśliwców Jedi, a więc odpowiednie na maszynę produkowaną masowo. Model TIE/ln jest właściwie ich wersją rozwojową.

## Budowa
Podwójny silnik jonowy Sienara napędzający myśliwiec był produktem innowacyjnym. Nie posiadał ruchomych części, był niezawodny i łatwy w utrzymaniu, a przy tym zapewniał rozsądne osiągi. W chwili zademonstrowania tej maszyny, osiągami przewyższała ona większość konkurencyjnych produktów, a przy tym była tania w produkcji masowej. Czynniki te zadecydowały o uczynieniu TIE Fighterów trzonem imperialnych sił myśliwskich.
Źródłem zarówno niezawodności jak i niskich kosztów była prosta konstrukcja. Płaty zapewniały rozpraszanie ciepła generowanego przez układ napędowy a zarazem pobierały energię słoneczną (zwiększając zasięg statku). Paliwem TIE był radioaktywny gaz pod wysokim ciśnieniem. Lekki, acz solidnie wykonany kadłub ułatwiał osiąganie wysokiej skuteczności w walce manewrowej. Dodatkowo, dla ograniczenia masy, złożoności i kosztów zrezygnowano z generatora osłon energetycznych, hipernapędu, komputera nawigacyjnego i systemu podtrzymującego życie. Ostatni „brak” skutkuje tym, że piloci muszą wkładać specjalne kombinezony kosmiczne z własnym zapasem powietrza.
Myśliwiec ten wyposażony jest również w fotel wyrzucany umożliwiający pilotowi opuszczenie maszyny w sytuacji zagrożenia.
Podstawowym uzbrojeniem TIE Fightera były 2 sprzężone działka laserowe o znacznej sile, umieszczone pod kabiną pilota. Mogły być one zsynchronizowane lub używane pojedynczo. Standardowe wyposażenie nie obejmowało wyrzutni torped protonowych ani innych pocisków kierowanych, jednak w razie potrzeby możliwe było ich dodanie dla zwiększenia siły bojowej. Systemy celownicze TIE należały do najbardziej zaawansowanych części myśliwców TIE: śledziły cele w wysokiej rozdzielczości zapewniając rozsądną skuteczność broni pokładowej.
Płaty tak użyteczne w kosmicznej próżni były poważnym problemem podczas lotów atmosferycznych: generowane przez nie turbulencje sprawiały, że zwinny myśliwiec stawał się trudny w pilotażu i niezdarny. Brak typowego podwozia z kolei skutkował tym, że bazy i okręty, w których stacjonowały TIE należało wyposażać w specjalne szyny umożliwiające start tych myśliwców.

## Doktryna wojenna
O ile myśliwiec TIE w chwili wprowadzenia do służby górował nad myśliwcami typu Y czy starymi Z-95, to – wbrew oczekiwaniom imperialnych strategów – nie dorównywał bardziej zwrotnemu i lepiej uzbrojonemu Incomowi T-65 używanemu przez Rebeliantów. Z tego względu w walce z siłami Rebelii (które z czasem stały się głównym przeciwnikiem wojskowym Imperium) musiano polegać na przewadze liczebnej. W pierwszych latach wojny, w czasie gdy Imperium panowało nad większością galaktyki nie było to problemem, jednak gdy przeciwnikiem stała się Nowa Republika, przestarzałe maszyny Imperium najzwyczajniej w świecie się nie liczyły, a i możliwości produkcyjne Resztek Imperium zepchniętych na skraj Galaktyki były skromniejsze niż za Palpatine’a.
Inną cechą myśliwców TIE mającą wpływ na ich rolę był brak napędu nadprzestrzennego, zmuszający do pozostawania TIE w pobliżu statku macierzystego, najczęściej niszczyciela: typ Imperial przenosił pełne skrzydło 6 dywizjonów, to jest 72 maszyny. Myśliwce pokładowe stanowiły w ten sposób istotny składnik siły ognia samego okrętu, czy jeden z jego środków obrony przed wrogimi myśliwcami. Takie przywiązanie pilotów myśliwskich do statku-bazy oraz mały zasięg TIE miał z punktu widzenia Imperium jedną zaletę: uniemożliwiał (lub przynajmniej znacznie utrudniał) dezercję i zdradę Imperium na rzecz Rebelii.
Niska wytrzymałość statku(choć wykonany solidnie, TIE nie był opancerzony) połączona z brakiem osłon powodowała duże straty wśród pilotów, nawet podczas operacji w warunkach znacznej przewagi liczebnej nad Rebeliantami. Aby to uzasadnić, już w programie szkolenia swoich pilotów Imperium wdrażało zasadę traktowania ich jako „zasób zastępowalny”, którego strata nie jest bolesną stratą dla floty. Działało to całkiem dobrze, mimo iż piloci TIE byli elitą wśród personelu imperialnej floty. Pewne zmiany w poglądach na temat operacji myśliwskich przeforsował wielki admirał Thrawn, uwzględniając koszty ludzkie w planowaniu operacji i sukces oceniając także z perspektywy poniesionych strat, a nie jedynie „czy wykonano zadanie”.
Piloci TIE nosili czarne kombinezony i, podobnie jak szturmowcy, mieli numeryczno-literowe oznaczenia typu DS-61-2. Procedura redukowała ich status z osoby do anonimowego trybiku imperialnej machiny wojennej. Jako że wszystkie maszyny były jednakowe, nie występowało (powszechne u rebeliantów) przywiązanie pilota do statku.

## Wersje rozwojowe
Myśliwiec TIE w swojej podstawowej formie osiągnął niebywały sukces na wielu polach kosmicznej walki, a w swoim czasie nawet uchodził za innowacyjny. Z upływem lat jednak coraz bardziej ustępował maszynom Rebeliantów i Nowej Republiki, toteż konieczna była modernizacja tej konstrukcji. Wśród najbardziej udanych maszyn wywodzących się z TIE wymienić warto:
- TIE/In Interceptor – „TIE, tylko, że lepszy”: szybszy, zwrotniejszy i mocniej uzbrojony, w późnych wersjach wyposażony nawet w osłony.
- TIE/D Defender – maszyna o potężnej sile ognia, wyposażona w mocny reaktor, hipernapęd i osłony, a także trzy panele baterii słonecznych. Pod względem założeń konstrukcyjnych maszyna ta stanowi przyznanie racji doktrynom wojennym Rebelii w dziedzinie zastosowania myśliwców, i stanowi najdroższą odmianę TIE wprowadzoną do produkcji.
- TIE/rpt Raptor – kolejny lekki myśliwiec przechwytujący, stworzony w oparciu o podobne założenia co Interceptor, lecz później i w dodatku niezależnie od SFS, na zamówienie Lorda Zsinja. To najmniejsza odmiana myśliwca TIE[18].

## Maszyny pochodne
Ponadto wprowadzono do floty wiele maszyn opartych na konstrukcji myśliwca, acz przystosowanych do innych ról, wśród nich:
- TIE/D Automated Fighter – czyli maszynę bezzałogową (droida), mogąca samodzielnie podejmować decyzje lub być sterowana zdalnie[19].
- TIE Boarding Craft – Statek desantowy (przeznaczony do abordażu) oparty na kadłubie bombowca[20].
- TIE/sa Bomber – maszynę z drugim kadłubem zawierającym wyrzutnie torped lub bomb kosmicznych.
- TIE/fc Fire Control – mobilną platformę kierowania ogniem na bazie kadłuba myśliwca TIE[21].
- TIE/gt Ground Support Fighter – maszynę wyposażoną w wyrzutnię rakiet dostosowana do zwalczania celów naziemnych[2][22].
- TIE/sr Scout – statek zwiadowczy dalekiego zasięgu, ze znacznie przebudowanym kadłubem i miejscem dla trzech pasażerów[23].
- TIE/sh Shuttle – Prom przeznaczony do przewozu pasażerów, podobnie jak w przypadku desantowego, oparty na kadłubie bombowca[24].
- TIE Vanguard – statek zwiadowczy, również na bazie standardowego myśliwca, choć dramatycznie różniący się wyposażeniem[25].
- Scimitar – inny, nowocześniejszy bombowiec.

A także pojazdy nie będące statkami kosmicznymi.
- Century – czołg zbudowany w oparciu o elementy kadłuba myśliwca gwiezdnego (w miejsce płatów ma gąsienice)[26][27].
- TIE mauler – inny czołg skonstruowany według podobnych założeń do Century[28]
- Łódź TIE – łódź, produkowana przez firmę Sienara na potrzeby morskich światów (a raczej stacjonujących tam imperialnych garnizonów); jednoosobowy „statek podwodny”. również oparty na konstrukcji myśliwca[29].

Ponadto zupełnie niezależnie od Imperium różne organizacje produkowały na własne potrzeby „kosmiczne składaki” stanowiące przerobione myśliwce TIE lub mieszanki TIE ze statkami innych typów: przeważnie używane przez kosmicznych piratów.

## Wersje prototypowe
Poza opisanymi wyżej statkami istniało także wiele wersji TIE, które nie weszły do produkcji masowej, a jednak stały się w pewien sposób ważne dla rozwoju tej rodziny maszyn. Typowo były to krótkie serie myśliwców eksperymentalnych, wyposażonych w innowacyjne technologie, lub maszyny będące protoplastami późniejszych rozwinięć. Nie brak rzecz jasna, jak w każdej dziedzinie techniki, ślepych uliczek.

### TIE Advanced x1
To pierwsza imperialna próba zbudowania maszyny wielozadaniowej. Zbudowany jest on w oparciu o znacznie zmodyfikowany kadłub TIE: przedłużony z tyłu i z inaczej wyprofilowanymi panelami bocznymi. Maszyna ta jest opancerzona i dysponuje dość silnym generatorem osłon energetycznych, znacznie zwiększając szanse przeżycia pilota trafionego statku. Uzbrojenie stanowią – podobnie jak w standardowym wariancie – 2 działka laserowe. Swego rodzaju nowością jak na tę rodzinę maszyn jest hipernapęd klasy 4 i komputer nawigacyjny.
Ceną tych udoskonaleń jest znacznie większa masa maszyny, w wyniku czego zainstalowano znacznie mocniejszy napęd – mimo to prędkość jest porównywalna ze standardowym, a zwrotność znacznie gorsza. Dodatkowym „mankamentem” maszyny jest bardzo wysoka cena jednostkowa. To spowodowało, że projekt ten trafił do lamusa. Nieoficjalnie niektórzy oficerowie Imperium przyznają, że dodatkowym czynnikiem decydującym o odrzuceniu projektu jest – o ironio – wyposażenie maszyny w hipernapęd, co skutkować mogłoby obcięciem funduszy na zakup nowych okrętów głównych. Advanced przegrał z tańszym, a przy tym zwrotniejszym i lepiej uzbrojonym Interceptorem (oczywiście pozbawionym napędu nadprzestrzennego).
TIE Advanced x1, mimo że nie wdrożony do masowej produkcji stał się rozpoznawalny, gdyż w czasie bitwy o Yavin używał go lord Vader. Vaderowi zresztą hipernapęd okazał się bardzo pomocny, ponieważ umożliwił ucieczkę z pola przegranej bitwy.

### TIE Advanced x7
To było pole testowe dla TIE Defendera, maszyna mająca na celu sprawdzenie w boju jego napędu i systemów uzbrojenia. Wyposażony był w analogiczny do docelowej maszyny silnik, komputer bojowy oraz cztery sprzężone działka laserowe (nie było wyrzutni pocisków i działek jonowych, wprowadzonych dopiero w docelowym Defenderze). Trzy panele boczne dawały solidny wzrost mocy i pozwalały osiągać szybkości dostępne wcześniej jedynie lekkim myśliwcom przechwytującym. Maszyna wyposażona była w hipernapęd klasy 1.

### TIE Phantom
Niewidzialny myśliwiec to jeden z najbardziej zaawansowanych wariantów TIE. Maszyna była wyposażona w zaawansowane urządzenie maskujące oparte na kryształach Stygium, uniemożliwiające jej zobaczenie jak i wykrycie przy pomocy sensorów. Uzbrojenie stanowiło 5 działek laserowych, załoga była dwuosobowa, a „niewidzialny myśliwiec” posiadał na pokładzie nawet system podtrzymujący życie. Tak wyposażona maszyna – mimo swoich taktycznych zalet – okazała się zbyt droga, by wejść do seryjnej produkcji, zdążyła jednak mocno przestraszyć liderów Rebelii.

## TIE w kulturze
- Oryginalny model TIE użyty podczas kręcenia Nowej nadziei został sprzedany na aukcji za 350 tysięcy dolarów[37].

- Fani zbudowali ważącą tysiąc funtów makietę TIE o wielkości 16 na 20 stóp dla uczczenia 30 rocznicy premiery Nowej nadziei[38].

- Kenner oferował zabawki przedstawiające ten myśliwiec jak i Interceptora. Kennerowski Bombowiec TIE jest rzadkim przedmiotem o wysokiej wartości kolekcjonerskiej[39][40][41].

- Podobnie firma Hasbro sprzedawała zabawki przedstawiające te 3 maszyny[42][43][44].

- Obie firmy oferowały również figurki pilotów TIE[45][42]

- Firma Lego sprzedawała zestawy klocków przedstawiające TIE/ln, a także bombowiec, interceptora i myśliwiec Vadera[46][47][48][49].

- Różne warianty TIE i liczne tematy z nimi związane znalazły swoje miejsce w kolekcjonerskich grach karcianych Star Wars Customizable Card Game i Star Wars Trading Card Game, wydanych przez (odpowiednio) Decipher i Wizards of the Coast[50][51].

- W 1994 roku LucasArts wydało grę komputerową TIE Fighter będącą symulatorem tytułowego statku[52].

## Za kulisami
- Na planie klasycznej trylogii wszystkie myśliwce, podobnie jak i inne pojazdy kosmiczne, były modelami zawieszonymi na nitkach, sterowanymi przy pomocy komputera.

- Pierwotnie TIE miał mieć kolor niebieski, jednak zrezygnowano z tego pomysłu, gdyż niemożliwe było wyizolowanie maszyny z niebieskiego tła używanego przy zdjęciach. Stąd właśnie kolor szary. Da się jednak zauważyć w Powrocie Jedi lekko błękitny odcień niektórych imperialnych maszyn[53].

- Maszyna Vadera swój odmienny od standardowego wygląd zawdzięcza pomysłowi, aby widz mógł ją odróżnić na ekranie od reszty „anonimowych” myśliwców Imperium[54].

- Według pierwotnego planu w Nowej nadziei szturmowcy mieli dokonywać abordażu przy pomocy promów desantowych TIE. Z pomysłu tego zrezygnowano, lecz wcześniej opracowany pojazd stał się podstawą dla promów i bombowców TIE w Imperium kontratakuje[55].

- Odgłos myśliwca TIE powstał poprzez zmieszanie dźwięku samochodu jadącego po mokrej drodze i ryku słonia[53].